# Puccinia flaccida
Puccinia flaccida är en svampart som beskrevs av Berk. & Broome 1875. Puccinia flaccida ingår i släktet Puccinia och familjen Pucciniaceae.   Inga underarter finns listade i Catalogue of Life.